# فضحة (الملاجم)

تعديل مصدري - تعديل

فضحة هي إحدى قرى عزلة ال غشام الملاجم بمديرية الملاجم التابعة لمحافظة البيضاء، بلغ تعداد سكانها 96 نسمة حسب تعداد اليمن لعام 2004.